# Билибино
Били́бино — город (с 1993 года) в России, административный центр Билибинского района Чукотского автономного округа.

## География
Город расположен при впадении реки Каральвеем в реку Большой Кепервеем (бассейн Колымы) с левой стороны, в 653 км от Анадыря. Расстояние до Магадана составляет 1160 км.

## История
В 1955 году в долине реки Каральвеем геологами было обнаружено первое россыпное золото в промышленной концентрации. Началось строительство базы золотодобытчиков Каральвеем (с чукот. «караль» — загон для оленей, «ваам»/«веем» — река).
Так как основная часть геологов прибыла из Сеймчана, первую улицу тогда ещё в то время строящегося посёлка Билибино назвали Сеймчанская.
10 февраля 1956 года решением исполкома Восточно-Тундровского района местечко Каральваам было переименовано в Билибино, в честь первооткрывателя «Золотой Колымы» — геолога Юрия Александровича Билибина.
6 сентября 1958 года населённый пункт Билибино Восточно-Тундровского района стал поселком городского типа.
2 августа 1961 года центр района Восточной Тундры был перенесен из села Анюйск в посёлок Билибино, и Восточно-Тундровский район был переименован в Билибинский.
Статус города Билибино получил 28 июня 1993 года.
В 2010 году Билибино стал центром вновь созданного муниципального образования Городское поселение Билибино, куда вошло сельское поселение Кепервеем.

## Население
| 1959  | 1970    | 1979    | 1989    | 1996  | 1998  | 2000  | 2001  |
| ----- | ------- | ------- | ------- | ----- | ----- | ----- | ----- |
| 635   | ↗10 693 | ↗12 711 | ↗15 558 | ↘9300 | ↘8600 | ↘7700 | ↘7500 |
| 2002  | 2006    | 2007    | 2008    | 2009  | 2010  | 2011  | 2012  |
| ↘6181 | ↘5736   | ↘5700   | ↘5637   | ↘5453 | ↗5506 | ↘5494 | ↘5486 |
| 2013  | 2014    | 2015    | 2016    | 2017  | 2018  | 2019  | 2020  |
| ↘5451 | ↗5588   | ↗5592   | ↘5453   | ↘5348 | ↘5292 | ↗5319 | ↗5516 |
| 2021  | 2023    | 2024    |         |       |       |       |       |
| ↗5546 | ↘5409   | ↗5449   |         |       |       |       |       |

На 1 января 2025 года по численности населения город находился на 1058-м месте из 1124 городов Российской Федерации.
По относительным темпам депопуляции за постсоветский период Билибино уступает только ещё одному населенному пункту Чукотского АО — г. Певек.

## Экономика
В городе находится самая северная в мире атомная электростанция, Билибинская атомная электростанция, которая открылась в январе 1974 года. Это единственная атомная электростанция на Дальнем Востоке России и имеет четыре реактора, каждый мощностью 12 МВт. Станция со временем будет закрыта и выведена из эксплуатации, и её заменит плавучая атомная электростанция "Академик Ломоносов". Первый реактор был остановлен в конце 2018 года. Ближайший действующий золотой рудник расположен в 20 километрах (12 миль) к западу от города.

Промышленность
В прошлом в городе базировалось одно из крупнейших золотодобывающих предприятий СССР — Билибинский горно-обогатительный комбинат, а также Анюйская Геолого-Разведочная Экспедиция. Ныне комбинат не работает, а экспедиция продолжает функционировать в виде частной компании. Добыча россыпного золота в районе Билибино осуществляется небольшими старательскими артелями. В 20 км от Билибино разрабатывается крупное коренное месторождение золота (рудник «Каральвеем»).
Энергетика
Рядом с городом расположена Билибинская АЭС общей электрической мощностью 48 МВт, обеспечивающая город электрической и тепловой энергией. Первый блок с реакторной установкой ЭГП-6 был выведен на энергетический уровень мощности 12 января 1974 г. Является филиалом «Концерна Росэнергоатом».
В 2011 году принято решение о начале вывода из эксплуатации станции начиная с 2019 года. В городе строится Базовый склад топлива, необходимый для снабжения проектируемой дизельной электростанции, которая, в свою очередь, необходима для начала вывода АЭС из эксплуатации (планируемый срок начала строительства — 2015 год). Для снабжения города электро и теплоэнергией проектируется отдельный энергокомплекс.
Сельское хозяйство
Действует тепличное хозяйство — муниципальное унитарное предприятие «Овощная фабрика „Росинка“». Площадь тепличных комплексов 0,75 га. За 2014 год предприятие вырастило 69,1 тонны овощной продукции. Численность персонала 22 человека. Фабрика выращивает свежие овощи, изготавливает и реализует до 30 наименований овощных консервов. Часть площадей теплиц отдана под выращивание цветов.
Пищевая промышленность
В городе работают пищевое предприятие и пищевой комбинат, производящие хлебобулочные и кондитерские изделия; консервированную продукцию из мяса, рыбы и морепродуктов. В 2019 г. начал работу колбасный цех, мощность цеха рассчитана на 500—600 кг в смену.

## Образование и социальная инфраструктура
- Средняя общеобразовательная школа (два корпуса), два детских сада («Алёнушка» и «Сказка»), Центр досуга и народного творчества (ЦДТ/ЦДО), детская школа искусств, детско-юношеская спортивная школа «Горняк», спортивный зал «Искра», ледовый дворец «ЛУЧ», Центр дополнительного образования, дом культуры.
- Филиал государственного образовательного учреждения среднего профессионального образования «Санкт-Петербургский промышленно-экономический колледж», учебно-производственный комплекс ПТУ-1.
- Филиал государственного бюджетного учреждения здравоохранения «Чукотская окружная больница» — ГБУЗ «Межрайонный медицинский центр» на 105 коек.[35][36]
- Гостиница «Северянка», узел связи, широкая сеть магазинов, библиотека, краеведческий музей, плавательный бассейн (открыт в 2013 году), баня, тренажёрный зал. Имеются ателье по пошиву и ремонту одежды, фотосалоны, кафе, ресторан.

Согласно Генеральному плану в Билибино началось строительство крытого спорткомплекса, а также предполагается строительство регионального центра санаторного лечения.

## Транспорт
Билибино соединено с посёлками района, приисками и городом Певеком многочисленными грунтовыми дорогами и зимниками. Построена широкая галечно-грунтовая трасса, соединяющая районный центр с морским портом на реке Колыме — Зелёным Мысом, откуда ведется основное снабжение города всем необходимым.

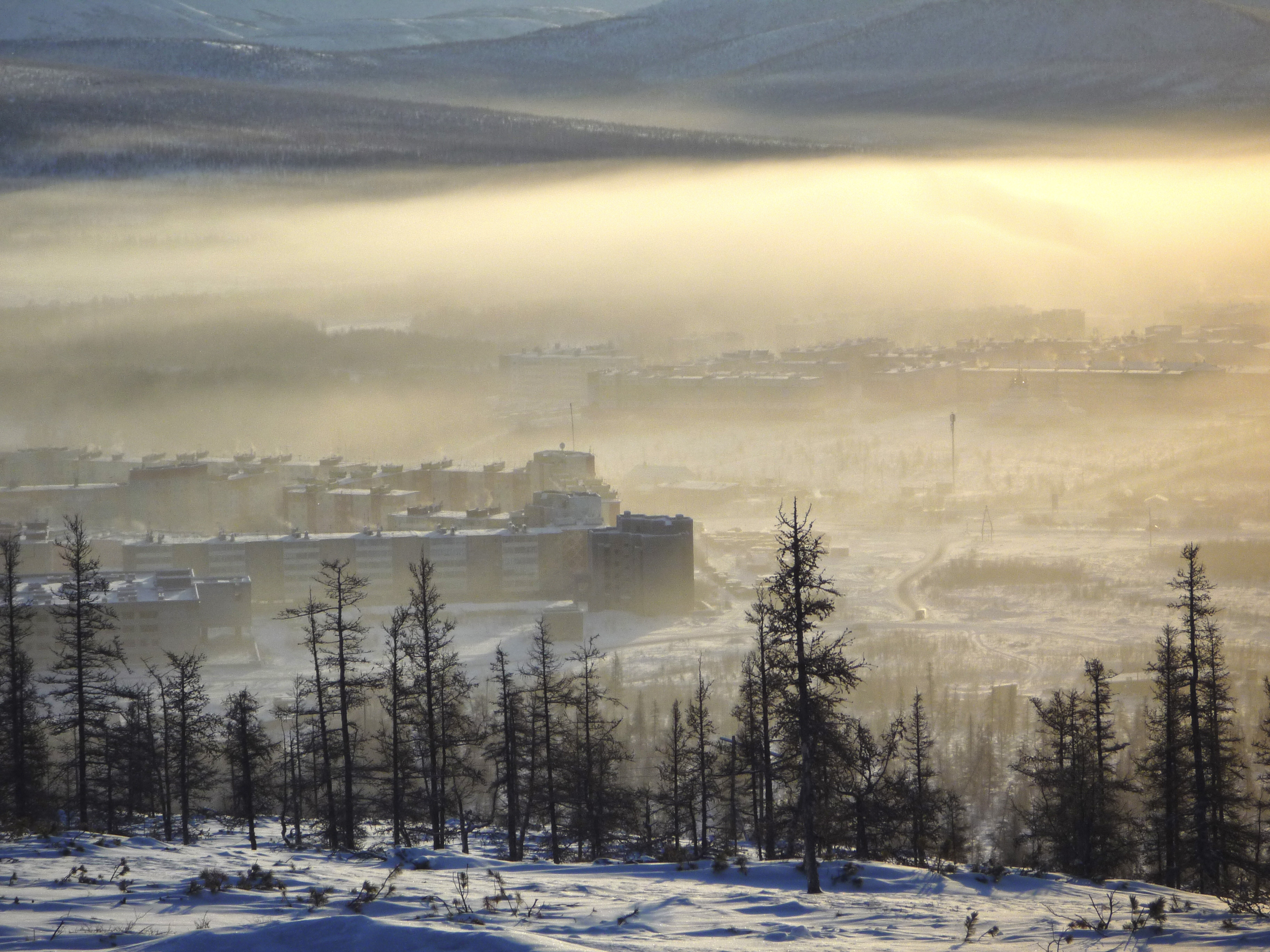
Зимний туман над Билибино

Воздушное сообщение с городом осуществляется посредством аэропорта «Кепервеем», расположенного в одноимённом селе, куда проложена 36-километровая круглогодичная автодорога IV категории с твёрдым (грунтовым) покрытием.
Действует два маршрута автобуса: один городской и один пригородный «Билибино — Кепервеем». Они обслуживаются муниципальным автотранпортным предприятием Билибинского муниципального района. Подвижной состав: КАвЗ-4235.

## Финансовые учреждения
- Филиал ОАО «Сбербанк России» — Билибинское отделение № 7820 (временно закрыто).
- Филиал «Колыма» — «Азиатско-Тихоокеанский Банк».

## Религия
Первый православный приход в городе возник в 1991 году, через четыре года общине было предоставлено здание бывшего Дома пионеров. Вскоре после этого было принято решение о строительстве нового храма на антенном поле. В 2009 году он был достроен и назван в честь преподобного Серафима Саровского.
В 2004 году в дни празднования столетия канонизации преподобного Серафима Саровского на Алискеровской сопке воздвигнут Поклонный Крест.

## СМИ
- Осуществляет вещание местная телерадиостудия «Би-ТВ»[40].
- Городским печатным изданием является районная еженедельная газета «Золотая Чукотка»[41].

## Связь
- В городе установлено 363 квартирных телефона.
- Мобильная связь представлена операторами сотовой связи — «МегаФон» и «Билайн». С 2012 года действует МТС 4G.

## Достопримечательности
- Билибинский краеведческий музей им. Г. С. Глазырина.[42]
- В 1968 году был открыт памятник Ю. А. Билибину. Постаментом стал огромный валун ледникового периода весом около 20 тонн. В нише постамента — бюст Юрия Александровича Билибина.
- Композиция из металла, посвящённая 65-летию Билибино, на спортивной площадке слева от Дворца Культуры.
- Смотровая площадка на сопке «Орбита» — с неё открывается красивый вид на весь город.

## Климат
Климат тундры, в течение всего года, кроме лета, очень холодно. По классификации климатов Кёппена — арктический климат (индекс ET). Средняя годовая температура составляет −13.9 °C, в год выпадает около 198 мм осадков.
| Показатель                    | Янв.  | Фев.  | Март  | Апр.  | Май   | Июнь | Июль | Авг. | Сен. | Окт.  | Нояб. | Дек.  | Год   |
| ----------------------------- | ----- | ----- | ----- | ----- | ----- | ---- | ---- | ---- | ---- | ----- | ----- | ----- | ----- |
| Абсолютный максимум, °C       | 0     | 3     | 1,8   | 8,3   | 23,2  | 32   | 35,1 | 29,9 | 21   | 8     | 3,2   | 1,9   | 35,1  |
| Средний суточный максимум, °C | −27,5 | −27,8 | −23,1 | −12,9 | 0,5   | 13,1 | 16,8 | 12,3 | 4,9  | −9    | −22,2 | −27,6 | −8,5  |
| Средняя температура, °C       | −32,4 | −32,7 | −28,7 | −18,8 | −4,1  | 7,0  | 9,6  | 6,6  | 0    | −13,6 | −26,9 | −32,3 | −13,9 |
| Средний суточный минимум, °C  | −37,3 | −37,5 | −34,3 | −24,6 | −8,6  | 0,9  | 6,7  | 0,9  | −4,9 | −18,1 | −31,5 | −37   | −18,8 |
| Абсолютный минимум, °C        | −58   | −54   | −50,3 | −39,7 | −23,5 | −5,4 | −2,3 | −8,2 | −15  | −37   | −47   | −52   | −58   |
| Норма осадков, мм             | 15    | 9     | 6     | 6     | 7     | 21   | 37   | 34   | 18   | 14    | 17    | 14    | 198   |
| Источник:                     |       |       |       |       |       |      |      |      |      |       |       |       |       |

|                                           | Янв | Фев | Мар | Апр | Май | Июн | Июл | Авг | Сен | Окт | Ноя | Дек |
| ----------------------------------------- | --- | --- | --- | --- | --- | --- | --- | --- | --- | --- | --- | --- |
| Среднемес. количество дней со снегопадами | 25  | 19  | 14  | 10  | 7   | 1   | 0   | 0   | 9   | 20  | 18  | 21  |
| Среднемес. количество дней с туманами     | 0   | 0   | 0   | 0   | 0   | 0   | 1   | 2   | 1   | 0   | 0   | 0   |

## Статьи
- Сергей Доля. Экспедиция на Чукотку. День 18. Билибино - самый дорогой город на земле. ЖЖ (3 апреля 2012). Дата обращения: 8 сентября 2016.
- yesaul. Чукотка, Билибино. Северный тупик. ЖЖ (29 сентября 2011). Дата обращения: 8 сентября 2016.

## Топографические карты
- Лист карты R-58-XXXV,XXXVI Билибино. Масштаб: 1 : 200 000. Указать дату выпуска/состояния местности.
- Лист карты R-58-141,142 Билибино. Масштаб: 1 : 100 000. Состояние местности на 1988 год. Издание 1991 г.
- Лист карты R-58-141-C,D Билибино. Масштаб: 1 : 50 000.